# تووست
تووست (به لاتین: Tłuste) یک منطقهٔ مسکونی در لهستان است که در Gmina Grodzisk Mazowiecki واقع شده‌است.